# William Bell (Sänger)
William Bell (* 16. Juli 1939 in Memphis, Tennessee als William Yarborough) ist ein amerikanischer Sänger, Songwriter und Musikproduzent. Er wurde 1962 durch You Don’t Miss Your Water, einen der Klassiker der Memphis-Szene, bekannt. Seine größten Charterfolge sind A Tribute to a King, ein Tribute an Otis Redding, Private Number, ein Duett mit Judy Clay, und I Forgot to Be Your Lover (alle drei 1968) sowie Tryin’ to Love Two (1976).

## Biografie
Bell spielte bereits als Teenager in verschiedenen Bands und schrieb Lieder, darunter das 1955 von The Del-Rios und The Bearcats veröffentlichte Alone on a Rainy Night. Ab 1957 wurde er schließlich Mitglied der Del-Rios. Wenig später arbeitete Bell als Autor für Stax Records und war maßgeblich an der Prägung des Stax/Volt-Sounds beteiligt.
Ende 1961 gab er mit You Don’t Miss Your Water sein Debüt als Solointerpret. Der archetypische Country-Soul-Song mit erotischem Subtext wurde zum ersten Hit des Labels. Ein zweijähriger Militäreinsatz blockierte seine Karriere vorübergehend, woraufhin das Debütalbum The Soul of a Bell erst 1967 produziert und veröffentlicht wurde. Darauf enthalten ist der erste Top-20-Hit in den Billboard R&B-Charts, Everybody Loves a Winner. Im selben Jahr hatte Albert King einen Hit mit dem von Bell und Booker T. Jones geschriebenen Born Under a Bad Sign.
Den nächsten R&B-Top-20-Hit hatte Bell 1968 mit A Tribute to a King, einem ergreifenden Abschied von Otis Redding. I Forgot to Be Your Lover schaffte im selben Jahr eine Top-10-Platzierung in der R&B-Hitliste. Außerdem erschienen in diesem Jahr zwei Duette mit Judy Clay, Private Number und My Baby Specializes. Private Number erreichte neben einer Top-20-Position in den R&B-Charts auch die Top 10 der UK-Charts. 1969 zog Bell nach Atlanta und gründete sein eigenes Label Peachtree. Es begann eine erfolglose Phase, die bis 1973 anhielt. Mit Lovin’ on Borrowed Time, das Platz 22 der R&B-Charts erreichte, hatte Bell 1973 seinen nächsten Hit. Der größte Erfolg des Sängers kam im Jahr 1976, als Tryin’ to Love Two die Spitzenposition der R&B- und Platz 10 der Popcharts erreichte. Die Single wurde mit einer Goldenen Schallplatte ausgezeichnet.
1985 gründete Bell ein weiteres Label, Wilbe Recording Corporation, und veröffentlichte das Album Passion. Darauf enthalten sind I Don’t Want to Wake Up (Feelin’ Guilty), ein Duett mit Janice Bulluck, das ein kleiner Hit in den R&B-Charts wurde, sowie Headline News, ein kleiner Erfolg im Vereinigten Königreich. Im Jahr 1987 wurde Bell in die Georgia Music Hall of Fame aufgenommen und gewann den R&B Pioneer Award der Rhythm & Blues Foundation. Es erschienen weiterhin Alben, On a Roll (1989) und Bedtime Stories (1992). Zwar trat Bell nach 1992 noch gelegentlich auf, pausierte aber in Bezug auf Studioarbeit. Deshalb erschien das nächste Studioalbum, A Portrait Is Forever, erst im Jahr 2000. Bis zur darauffolgenden Platte vergingen weitere sechs Jahre, in der Zwischenzeit gewann Bell den W. C. Handy Heritage Award und wurde 2004 in die Carolina Beach Music Hall of Fame aufgenommen. Das Album This Is Where I Live erschien 2016 bei dem wiederbelebten Stax-Label, enthält unter anderem eine Neuaufnahme von Born Under a Bad Sign und gewann einen Grammy als Bestes Americana-Album.

## Diskografie

### Studioalben
| Jahr | Titel Musiklabel Katalog-Nr.      | Höchstplatzierung, Gesamtwochen, AuszeichnungChartplatzierungen (Jahr, Titel, Musiklabel Katalog-Nr., Platzierungen, Wochen, Auszeichnungen, Anmerkungen) | Höchstplatzierung, Gesamtwochen, AuszeichnungChartplatzierungen (Jahr, Titel, Musiklabel Katalog-Nr., Platzierungen, Wochen, Auszeichnungen, Anmerkungen) | Höchstplatzierung, Gesamtwochen, AuszeichnungChartplatzierungen (Jahr, Titel, Musiklabel Katalog-Nr., Platzierungen, Wochen, Auszeichnungen, Anmerkungen) | Anmerkungen                                                                                                  |
| Jahr | Titel Musiklabel Katalog-Nr.      | UK | US | R&B | Anmerkungen                                                                                                  |
| ---- | --------------------------------- | --- | --- | --- | --- |
| 1969 | Bound to Happen Stax 2014         | — | — | R&B49 (4 Wo.)R&B | Erstveröffentlichung: Juni 1969 Produzent: Booker T. Jones                                                   |
| 1977 | Coming Back for More Mercury 1146 | — | US63 (12 Wo.)US | R&B15 (13 Wo.)R&B | Erstveröffentlichung: März 1977 Produzenten: Paul Mitchell, William Bell                                     |
| 1986 | Passion Wilbe 3001                | — | — | R&B39 (27 Wo.)R&B | Erstveröffentlichung: Mai 1986 Produzenten: Mike Stewart, Albert Burroughs, William Bell                     |
| 1992 | Bedtime Stories Wilbe 4128        | — | — | R&B96 (3 Wo.)R&B | Erstveröffentlichung: Juli 1992 Produzenten: Reginald Wizard Jones, William Bell                             |
| 2016 | This Is Where I Live Stax 38939   | — | — | R&B25 (2 Wo.)R&B | Erstveröffentlichung: 3. Juni 2016 Grammy (Bestes Americana-Album) Produzenten: John Leventhal, William Bell |

Weitere Studioalben
- 1967: The Soul of a Bell (US; Stax 719) / A Tribute to a King (UK; ATCO 229 003)
- 1971: Wow … (Stax 2037)
- 1972: Phases of Reality (Stax 3005)
- 1973: Relating (Stax 5502)
- 1977: It’s Time You Took Another Listen (Mercury 1193)
- 1983: Survivor (Kat Family 38643)
- 1989: On a Roll (Wilbe 3007)
- 2000: A Portrait Is Forever (Wilbe)
- 2006: New Lease on Life (Wilbe 2010)

### Livealben
- 2009: Live in NYC (Wilbe 2015)

### Kompilationen
- 1988: The Best of William Bell (Stax 8541)
- 1991: A Little Something Extra (Stax 8566)
- 1994: Duets (Stax 8584)
- 2002: Collector’s Edition Greatest Hits (Wilbe 2006)
- 2007: The Very Best of William Bell (Stax 30297)
- 2017: Stax Classics (Stax 00201)

### Singles
| Jahr | Titel Album                                                        | Höchstplatzierung, Gesamtwochen, AuszeichnungChartplatzierungen (Jahr, Titel, Album, Platzierungen, Wochen, Auszeichnungen, Anmerkungen) | Höchstplatzierung, Gesamtwochen, AuszeichnungChartplatzierungen (Jahr, Titel, Album, Platzierungen, Wochen, Auszeichnungen, Anmerkungen) | Höchstplatzierung, Gesamtwochen, AuszeichnungChartplatzierungen (Jahr, Titel, Album, Platzierungen, Wochen, Auszeichnungen, Anmerkungen) | Anmerkungen                                                                                               |
| Jahr | Titel Album                                                        | UK | US | R&B | Anmerkungen                                                                                               |
| ---- | ------------------------------------------------------------------ | --- | --- | --- | --- |
| 1962 | You Don’t Miss Your Water Til the Well Runs Dry The Soul of a Bell | — | US95 (1 Wo.)US | — | Erstveröffentlichung: Dezember 1961 Autor: William Bell                                                   |
| 1966 | Share What You Got (But Keep What You Need) –                      | — | — | R&B27 (8 Wo.)R&B | Erstveröffentlichung: 12. Mai 1966 Autoren: David Porter, Steve Cropper, William Bell                     |
| 1966 | Never Like This Before The Soul of a Bell                          | — | — | R&B29 (6 Wo.)R&B | Erstveröffentlichung: 6. September 1966 Autoren: Booker T. Jones, David Porter, Isaac Hayes               |
| 1967 | Everybody Loves a Winner The Soul of a Bell                        | — | US95 (2 Wo.)US | R&B18 (10 Wo.)R&B | Erstveröffentlichung: 7. März 1967 Autoren: Booker T. Jones, William Bell                                 |
| 1967 | Everyday Will Be LIke a Holiday –                                  | — | — | R&B33 (6 Wo.)R&B | Erstveröffentlichung: 20. November 1967 Autoren: Booker T. Jones, William Bell                            |
| 1968 | A Tribute to a King                                                | UK31 (7 Wo.)UK | US86 (6 Wo.)US | R&B16 (6 Wo.)R&B | Erstveröffentlichung: 12. März 1968 Tribute an Otis Redding Autoren: Booker T. Jones, William Bell        |
| 1968 | Private Number –                                                   | UK8 (14 Wo.)UK | US75 (6 Wo.)US | R&B17 (11 Wo.)R&B | Erstveröffentlichung: Juli 1968 mit Judy Clay Autoren: Booker T. Jones, William Bell                      |
| 1968 | I Forgot to Be Your Lover Bound to Happen                          | — | US45 (9 Wo.)US | R&B10 (13 Wo.)R&B | Erstveröffentlichung: November 1968 Autoren: Booker T. Jones, William Bell                                |
| 1969 | My Baby Specializes –                                              | — | — | R&B45 (3 Wo.)R&B | Erstveröffentlichung: Dezember 1968 mit Judy Clay Autoren: David Porter, Isaac Hayes                      |
| 1969 | My Whole World Is Falling Down Bound to Happen                     | — | — | R&B39 (4 Wo.)R&B | Erstveröffentlichung: April 1969 Autoren: Booker T. Jones, William Bell                                   |
| 1973 | Lovin’ on Borrowed Time Relating                                   | — | — | R&B22 (11 Wo.)R&B | Erstveröffentlichung: März 1973 Autoren: William Bell, Joe Shamwell, Homer Banks                          |
| 1973 | I’ve Got to Go On Without You Relating                             | — | — | R&B54 (9 Wo.)R&B | Erstveröffentlichung: August 1973 Autoren: Larry McIntosh, Al Jackson                                     |
| 1974 | Gettin’ What You Want (Losin’ What You Got) Relating               | — | — | R&B39 (13 Wo.)R&B | Erstveröffentlichung: Februar 1974 Autoren: William Bell, Rollie Hanson, James McDuffie, Emmett Gordan    |
| 1976 | Tryin’ to Love Two Coming Back for More                            | — | US10 Gold · (15 Wo.)US | R&B1 (26 Wo.)R&B | Erstveröffentlichung: Oktober 1976 Autoren: William Bell, Paul Mitchell                                   |
| 1977 | Coming Back for More                                               | — | — | R&B66 (7 Wo.)R&B | Erstveröffentlichung: Juni 1977 Autoren: William Bell, Paul Mitchell                                      |
| 1977 | Easy Comin’ Out (Hard Goin’ In) It’s Time You Took Another Listen  | — | — | R&B30 (15 Wo.)R&B | Erstveröffentlichung: Oktober 1977 Autoren: William Bell, Paul Mitchell                                   |
| 1983 | Bad Time to Break Up Surviwor                                      | — | — | R&B65 (9 Wo.)R&B | Erstveröffentlichung: Januar 1983 Autoren: Michael Stewart, Nat George, William Bell                      |
| 1986 | I Don’t Want to Wake Up (Feelin’ Guilty) Passion                   | — | — | R&B59 (7 Wo.)R&B | Erstveröffentlichung: April 1986 mit Janice Bulluck Autoren: William Bell, Henderson Thigpen, James Banks |
| 1986 | Headline News Passion                                              | UK70 (3 Wo.)UK | — | R&B65 (8 Wo.)R&B | Erstveröffentlichung: April 1986 Autoren: William Bell, Albert Burroughs                                  |
| 1986 | Passion                                                            | UK96 (1 Wo.)UK | — | — | Erstveröffentlichung: Juli 1986 Autoren: William Bell, Albert Burroughs                                   |

Weitere Singles
- 1962: Any Other Way
- 1963: I Told You So
- 1963: Just as I Thought
- 1963: What Can I Do (To Forget)
- 1963: I’ll Show You
- 1964: Don’t Make Something Out of Nothing
- 1965: Crying All by Myself
- 1967: Eloise (Hang On in There)
- 1969: Love’s Sweet Sensation (mit Mavis Staples)
- 1969: I Need You Woman (mit Carla Thomas)
- 1969: Happy
- 1969: Born Under a Bad Sign
- 1970: All I Have to Do Is Dream (mit Mavis Staples)
- 1970: Lonely Soldier
- 1971: A Penny for Your Thoughts
- 1972: If You Really Love Him
- 1974: Get It While It’s Hot
- 1983: Playing Hard to Get
- 1986: Everyday Will Be Like a Holiday
- 1989: Getting Out of Your Bed
- 1989: I Need Your Love So Bad
- 1992: Bedtime Story
- 1992: Shake Hands (Come Out Lovin’)